# Парфан Надія Ярославівна
Надія Парфан (нар. 19 квітня 1986, Івано-Франківськ) — кінопродюсерка, кінорежисерка, культурологиня, громадська активістка, співзасновниця Міжнародного фестивалю кіно та урбаністики «86» у Славутичі, онлайн-кінотеатру Takflix та компанії-дистриб'ютора документального кіно 86PROKAT. Членкиня Української кіноакадемії.

## Життєпис
Надія Парфан народилася 19 квітня 1986 року в Івано-Франківську.

### Освіта
Вивчала культурологію в Національному університеті «Києво-Могилянська академія» (2007 р. — бакалавр, 2009 р. — магістр) та соціальну антропологію в Центральноєвропейському університеті.
У 2014—2015 роках навчалась на курсі документальної режисури у Школі Анджея Вайди.

### Кар'єра
Лінійна продюсерка документального фільму «Заміж за іноземця» Джонатана Нардуччі (2014). Продюсерка проекту MyStreetFilmsUkraine, фільмів «On The East» (2015, режисер — Петро Армяновський), «Гострий біль» (2017, режисер — Валерій Пузік), «Я люблю тебе» (2017, режисерка — Анна Насадюк).
У 2012—2013 роках була стипендіаткою Програми академічних обмінів ім. Фулбрайта в США.
Авторка статей та наукових публікацій у журналах «Korydor», «Спільне», «Політична критика», «Україна Модерна».
Колишня активістка Феміністичної Офензиви.
У 2018 році Надія спільно з продюсером Іллею Гладштейном заснувала продакшен-компанію Phalanstery Films, що надає повний спектр послуг місцевого виробництва для міжнародних документальних і телевізійних проєктів — розробка, виробництво та постпродукція.
В липні 2019 року на Одеському міжнародному кінофестивалі відбулася прем'єра її першого повнометражного документального фільму «Співає Івано-Франківськтеплокомуненерго», що розповідає про діяльність хору працівників цієї установи. Світова ж прем'єра картини відбулася на фестивалі Visions Du Reel в Швейцарії, що є одним з найбільших документальних форумів світу.
31 грудня 2019 року Надія Парфан запустила онлайн-платформу Такфлікс, що працює за принципом «відео за запитом», де можна легально дивитися українські фільми.
В 2023 році короткометражний фільм «Я не хотіла робити фільм про війну» був опублікований на сайті Нью-Йоркер. Того ж року її перша ігрова робота, короткометражна стрічка про кохання двох українок у Києві під час повномасштабної війни «Це побачення», у лютому отримала нагороду Берлінале і в березні була опублікована на Takflix і на британській платформі Nowness.

## Вибрана фільмографія
- 2014 — Екзарх
- 2015 — До відома пасажирів!
- 2015 — Битва за «Жовтень»
- 2016 — «Reve ta Stohne» їдуть на Захід[14]
- 2017 — Новосілля[4]
- 2019 — Співає Івано-Франківськтеплокомуненерго
- 2021 — Жінки, що грають в ігри[15]
- 2022 — Я не хотіла робити фільм про війну[11]
- 2023 — Це побачення[13]